# Im Dong-hyun
Im Dong-Hyun, född 12 maj 1986, tävlar för Sydkoreas landslag i bågskytte, och har tagit guldmedaljer i OS, VM och asiatiska mästerskap. 
Vid bågskyttetävlingarna vid olympiska sommarspelen 2004 satte han ett nytt världsrekord, med 687 poäng på 72 pilar. I kvartsinalen slogs han ut av Hiroshi Yamamoto från Japan med 111-110. Han slutade som sexa.
2004 tog han även guld i lagtävlingen i olympiska spelen.
År 2006 tog han guldmedalj i asiatiska mästerskapen, såväl individuellt som i lag. Även i bågskyttetävlingarna vid olympiska sommarspelen 2012  satte han nytt världsrekord med 699 poäng på 72 pilar.

## Meriter

### Olympiska meriter

#### Olympiska sommarspelen 2008
| Namn                                      | Gren         | Rankingrunda | Rankingrunda | 32-delsfinal               | 16-delsfinal                 | 8-delsfinal                   | Kvartsfinal         | Semifinal           | Final                 | Final            |
| Namn                                      | Gren         | Poäng        | Seed         | Resultat                   | Resultat                     | Resultat                      | Resultat            | Resultat            | Resultat              | Plats            |
| ----------------------------------------- | ------------ | ------------ | ------------ | -------------------------- | ---------------------------- | ----------------------------- | ------------------- | ------------------- | --------------------- | ---------------- |
| Im Dong-hyun                              | Individuellt | 670          | 8            | Salem (QAT) (37) W 108-103 | Johnson (USA) (40) W 115-106 | Wunderle (USA) (41) L 111-113 | Gick inte vidare    | Gick inte vidare    | Gick inte vidare      | Gick inte vidare |
| Im Dong-hyun Lee Chang-hwan Park Kyung-mo | Lag          | 2015         | 1            |                            |                              |                               | Polen (8) W 224-222 | Kina (12) W 221-218 | Italien (6) W 227-225 | Gold             |